# 橋幸夫12の愛を歌う
『橋幸夫12の愛を歌う』は、1970年5月13日に ビクターより発売された、橋幸夫のLP盤でのオリジナルアルバム（SJX-38）である。

## 概要
発売された1970年は、橋が『潮来笠』でデビューしてから10周年の節目の年あたっており、前年の秋には6枚組のLPで「橋幸夫大全集」が発売されている。本アルバムは、「愛」をコンセプトにしたオリジナルアルバムで、「歌手生活10周年記念」と銘うたれている。楽曲は全て本LPのために用意されたオリジナル曲で、シングル曲は含まれていない。また本アルバムからのシングルカットもない。
楽曲は12人の作詞家（1曲は橋自身）と12人の作曲家によって制作されているが、通常の橋の楽曲とは異なる組合わせとなっている。佐伯孝夫の作詞であれば吉田正が作曲するのが通例であるが、佐伯の詩を筒美京平が担当し、吉田は戸川昌子の詩を作曲している。宮川哲夫の作詞を利根一郎ではなく三木たかしが担い、利根はなかにし礼作詞の曲を担当している。すぎやまこういちは山上路夫の詩を、橋本淳の詩は中村八大が作曲している。
アルバムには、佐伯孝夫、吉田正の両恩師の他に、安倍寧（音楽評論家）、伊藤強（報知新聞・文化部）、伊奈一男（サンデー毎日・編集長）、宇佐美周祐（スポーツニッポン新聞・文化部次長）、岡野弁（音楽評論家）、小倉友昭（日刊スポーツ新聞・編集企画委員長）、佐藤泉（東京タイムズ・芸能部長）、野中杉二（TBSテレビ・制作部副部長）、森田潤（東京中日新聞・文化部）が祝辞を寄せている。
橋はアルバムの中の挨拶文のなかで「これからは、人生的なもの、真の人間性にふれあえるもの、といったものを考えながら歌いこんでいきたい。その最初の試みとして＜愛＞をたくさんの先生方にお願いした」と記している。
アルバムのジャケットやアルバム内の写真は立木義浩の撮影である。

## 収録曲
A面
1. 悪魔の女
　作詞：戸川昌子、作曲：吉田正、編曲：寺岡真三
2. ゆきずりの恋
　作詞：山上路夫、作・編曲：すぎやまこういち
3. なぞ
　作詞：有馬三恵子、作曲：原信夫、編曲：渋谷毅
4. あまったれなおばかさん
　作詞：サトウハチロー、作・編曲：服部克久
5. ロンサム・タウン
　作詞：橋本淳、作曲：中村八大、編曲：小谷充
6. 愛・命・涙
　作詞：吉川静夫、作曲：鈴木淳、編曲：寺岡真三

B面
1. アカサカ・プラザ
　作詞：佐伯孝夫、作・編曲：筒美京平
2. 愛のくるしみ
　作詞：宮川哲夫、作・編曲：三木たかし
3. 死んだあいつ
　作詞：なかにし礼、作曲：利根一郎、編曲：近藤進
4. 愛
　作詞：岩谷時子、作曲：平尾昌晃、編曲：小谷充
5. 恋と友情
　作詞：川内康範、作曲：いずみたく、編曲：渋谷毅
6. あの日の海
　作詞：橋幸夫、作・編曲：鈴木邦彦